# العلاقات البلجيكية المالطية
العلاقات البلجيكية المالطية هي العلاقات الثنائية التي تجمع بين بلجيكا ومالطا.

## مقارنة بين البلدين
هذه مقارنة عامة ومرجعية للدولتين:
| وجه المقارنة                                              | بلجيكا                                                                              | مالطا                                                     |
| --------------------------------------------------------- | ----------------------------------------------------------------------------------- | --------------------------------------------------------- |
| المساحة (كم2)                                             | 30.53 ألف                                                                           | 316                                                       |
| عدد السكان (نسمة)                                         | 11.37 مليون                                                                         | 465.29 ألف                                                |
| الكثافة السكانية (ن./كم²)                                 | 372.42                                                                              | 147.24 ألف                                                |
| العاصمة                                                   | بروكسل                                                                              | فاليتا                                                    |
| اللغة الرسمية                                             | اللغة الهولندية، لغة فرنسية، اللغة الألمانية                                        | اللغة المالطية، لغة إنجليزية                              |
| العملة                                                    | يورو، فرنك بلجيكي                                                                   | يورو، ليرة مالطية                                         |
| الناتج المحلي الإجمالي (بليون دولار)                      | 492.68 مليار                                                                        | 12.54 مليار                                               |
| الناتج المحلي الإجمالي (تعادل القوة الشرائية) بليون دولار | 514.74 مليار                                                                        | 14.68 مليار                                               |
| الناتج المحلي الإجمالي الاسمي للفرد دولار أمريكي          | 40.32 ألف                                                                           | 22.60 ألف                                                 |
| الناتج المحلي الإجمالي للفرد دولار أمريكي                 | 43.44 ألف                                                                           |                                                           |
| مؤشر التنمية البشرية                                      | 0.890                                                                               | 0.839                                                     |
| رمز المكالمات الدولي                                      | +32                                                                                 | +356                                                      |
| رمز الإنترنت                                              | .be                                                                                 | .mt                                                       |
| المنطقة الزمنية                                           | توقيت وسط أوروبا، ت ع م+01:00، ت ع م+02:00، توقيت وسط أوروبا الصيفي، أوروبا/بروكسل ‏ | توقيت وسط أوروبا، ت ع م+01:00، ت ع م+02:00، أوروبا/مالطا ‏ |

## مدن متوأمة
في ما يلي قائمة باتفاقيات التوأمة بين مدن بلجيكية ومالطية:
- ترتبط هوفاليز مع مارساسكالا باتفاقية توأمة.

## منظمات دولية مشتركة
يشترك البلدان في عضوية مجموعة من المنظمات الدولية، منها:
| علم المنظمة | اسم المنظمة                               | تاريخ انضمام بلجيكا | تاريخ انضمام مالطا |
| ----------- | ----------------------------------------- | ------------------- | ------------------ |
|             | منظمة التجارة العالمية                    | ?                   | ?                  |
|             | الأمم المتحدة                             | 27 ديسمبر 1945      | 1 ديسمبر 1964      |
|             | الاتحاد الدولي للاتصالات                  | 1866                | 1965               |
|             | مجلس أوروبا                               | ?                   | ?                  |
|             | مجموعة أستراليا                           | 1985                | 2004               |
|             | يونسكو                                    | 29 نوفمبر 1946      | 10 فبراير 1965     |
|             | المنظمة الأوروبية لسلامة الملاحة الجوية   | 1960                | 1989               |
|             | الاتحاد البريدي العالمي                   | ?                   | ?                  |
|             | الاتحاد الأوروبي                          | 25 مارس 1957        | 1 مايو 2004        |
|             | منظمة حظر الأسلحة الكيميائية              | ?                   | ?                  |
|             | وكالة ضمان الاستثمار متعدد الأطراف        | 18 سبتمبر 1992      | 12 سبتمبر 1990     |
|             | منظمة الشرطة الجنائية الدولية             | ?                   | ?                  |
|             | مؤسسة التمويل الدولية                     | 27 ديسمبر 1956      | 1 يونيو 2005       |
|             | المنظمة الهيدروغرافية الدولية             | ?                   | ?                  |
|             | البنك الدولي للإنشاء والتعمير             | 27 ديسمبر 1945      | 26 سبتمبر 1983     |
|             | الفريق المعني برصد الأرض                  | ?                   | ?                  |
|             | مجموعة الموردين النوويين                  | ?                   | ?                  |
|             | منظمة الأمن والتعاون في أوروبا            | 25 يونيو 1973       | 25 يونيو 1973      |
|             | المركز الدولي لتسوية المنازعات الاستشارية | 26 سبتمبر 1970      | 3 ديسمبر 2003      |

## وصلات خارجية
- موقع وزارة الخارجية البلجيكية
- موقع وزارة الخارجية المالطية